# NGC 4801
NGC 4801 је лентикуларна галаксија у сазвежђу Велики медвед која се налази на NGC листи објеката дубоког неба.
Деклинација објекта је + 53° 5' 26" а ректасцензија 12h 54m 37,6s. Привидна величина (магнитуда) објекта NGC 4801 износи 14,2 а фотографска магнитуда 15,2. NGC 4801 је још познат и под ознакама MCG 9-21-60, CGCG 270-30, NPM1G +53.0141, PGC 43946.